# Vie du Christ dans l'art
 (avril 2024).
Si vous disposez d'ouvrages ou d'articles de référence ou si vous connaissez des sites web de qualité traitant du thème abordé ici, merci de compléter l'article en donnant les références utiles à sa vérifiabilité et en les liant à la section « Notes et références ».
 (avril 2024).
La mise en forme du texte ne suit pas les recommandations de Wikipédia : il faut le « wikifier ».
Les points d'amélioration suivants sont les cas les plus fréquents. Le détail des points à revoir est peut-être précisé sur la page de discussion.
- Les titres sont pré-formatés par le logiciel. Ils ne sont ni en capitales, ni en gras.
- Le texte ne doit pas être écrit en capitales (les noms de famille non plus), ni en gras, ni en italique, ni en « petit »…
- Le gras n'est utilisé que pour surligner le titre de l'article dans l'introduction, une seule fois.
- L'italique est rarement utilisé : mots en langue étrangère, titres d'œuvres, noms de bateaux, etc.
- Les citations ne sont pas en italique mais en corps de texte normal. Elles sont entourées par des guillemets français : « et ».
- Les listes à puces sont à éviter, des paragraphes rédigés étant largement préférés. Les tableaux sont à réserver à la présentation de données structurées (résultats, etc.).
- Les appels de note de bas de page (petits chiffres en exposant, introduits par l'outil «  Source ») sont à placer entre la fin de phrase et le point final[comme ça].
- Les liens internes (vers d'autres articles de Wikipédia) sont à choisir avec parcimonie. Créez des liens vers des articles approfondissant le sujet. Les termes génériques sans rapport avec le sujet sont à éviter, ainsi que les répétitions de liens vers un même terme.
- Les liens externes sont à placer uniquement dans une section « Liens externes », à la fin de l'article. Ces liens sont à choisir avec parcimonie suivant les règles définies. Si un lien sert de source à l'article, son insertion dans le texte est à faire par les notes de bas de page.
- La présentation des références doit suivre les conventions bibliographiques. Il est recommandé d'utiliser les modèles {{Ouvrage}}, {{Chapitre}}, {{Article}}, {{Lien web}} et/ou {{Bibliographie}}. Le mode d'édition visuel peut mettre en forme automatiquement les références.
- Insérer une infobox (cadre d'informations à droite) n'est pas obligatoire pour parachever la mise en page.

Pour une aide détaillée, merci de consulter Aide:Wikification.
Si vous pensez que ces points ont été résolus, vous pouvez retirer ce bandeau et améliorer la mise en forme d'un autre article.

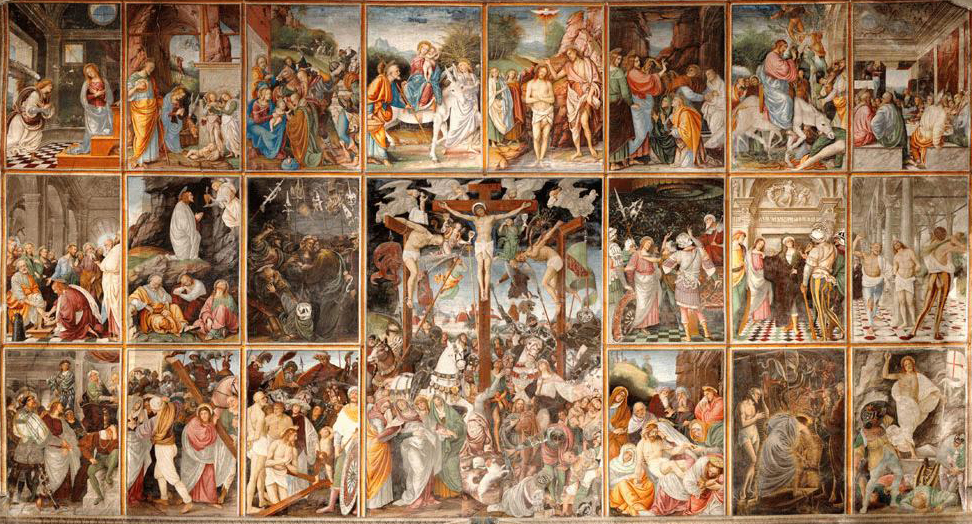
Cycle italien en fresque du par Gaudenzio Ferrari avec 21 scènes de l'Annonciation à la Résurrection : Rangée du haut : Annonciation, Nativité, Visite des Trois Mages, Fuite en Égypte, Baptême du Christ, Résurrection de Lazare, Entrée à Jérusalem, Cène. Rangée du milieu : Lavement des pieds, Agonie au Jardin, Arrestation du Christ, Procès devant le Sanhédrin, Procès devant Pilate, Flagellation. Rangée du bas : Ecce homo, Portant la croix, Chutes de Jésus, Crucifixion, Déposition à la croix, Descente aux Enfers, Résurrection.

La vie du Christ en tant que cycle narratif dans l'art chrétien comprend un nombre de sujets différents montrant les événements de la vie de Jésus sur Terre. Ils se distinguent par les nombreux autres sujets dans l'art présentant la vie éternelle du Christ, tels que le Christ en gloire, et aussi plusieurs types de portrait ou des sujets dévots sans élément narratif.

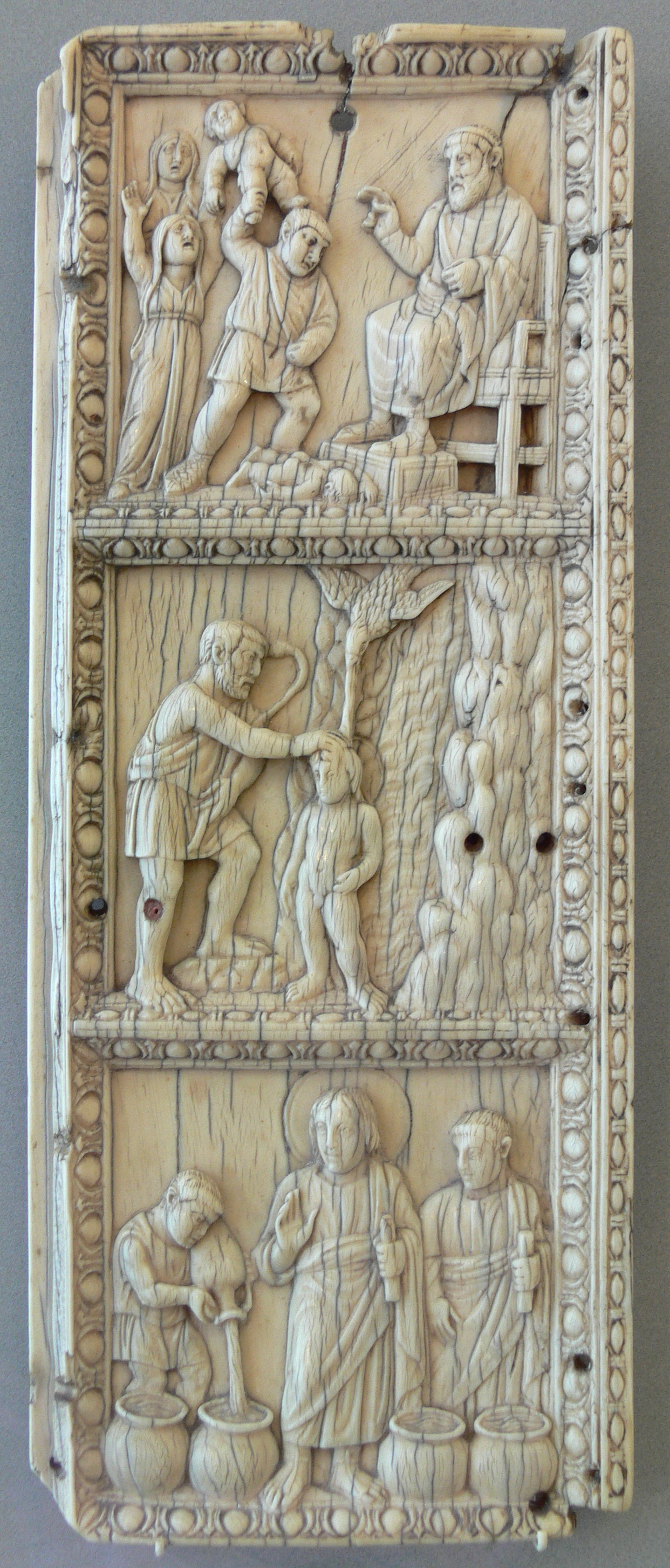
Panneau en ivoire avec le Massacre des Innocents, le Baptême du Christ, et les Noces de Cana, 1er tiers du

Ils sont souvent rassemblés en séries ou cycles d'œuvres en une variété de supports, des illustrations de livres à de grands cycles de fresques, et la plupart des sujets formant les cycles narratifs ont également été les sujets d'œuvres personnelles, mais avec une fréquence très variable. Aux alentours de 1000, le choix des scènes pour le restant du Moyen Âge devenait en grande partie réglé dans les églises Occidentales et Orientales, et était principalement basé sur les fêtes majeures célébrées dans les calendriers de l'église.
Les sujets les plus courants se rassemblaient autour de la naissance et l'enfance de Jésus, ainsi que la Passion du Christ, menant à sa Crucifixion et Résurrection. De nombreuses fresques couvraient un seul de ces groupes, et d'autres combinaient la Vie de la Vierge avec celle de Jésus. Les sujets présentant la vie de Jésus lors de sa vie active en tant que maître, avant les jours de la Passion, étaient relativement faibles dans l'art médiéval, pour un nombre de raisons. À partir de la Renaissance, et dans l'art Protestant, le nombre de sujets augmentait considérablement, mais les fresques en peinture devenaient plus rares, bien qu'ils demeuraient commun en estampes et spécialement les illustrations de livres.

## Les scènes les plus courantes

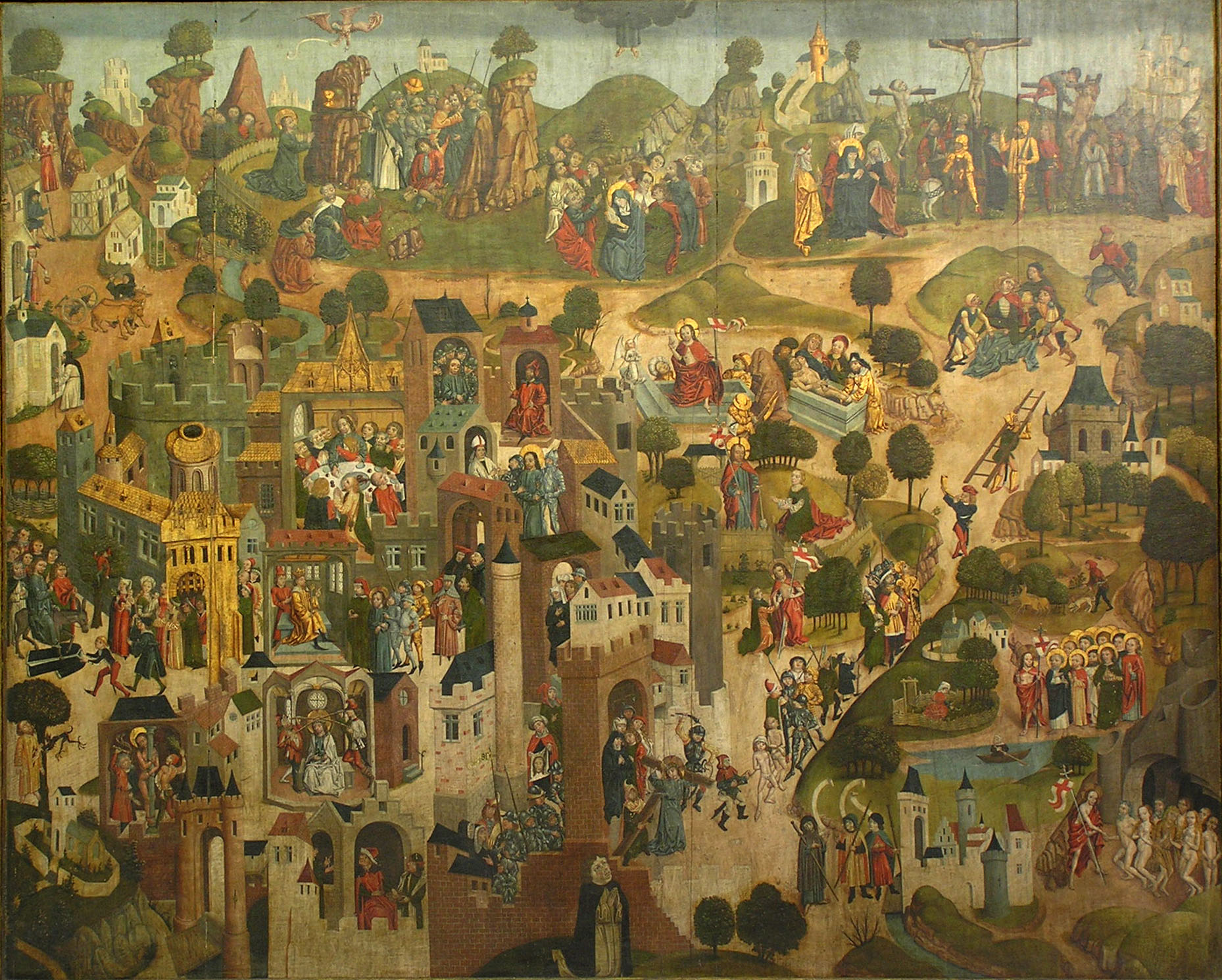
La Passion représenté en un nombre de petites scènes, 1490, de l'Entrée à Jérusalem jusqu'à la Porte Dorée (plus bas à gauche) à lAscension (en haut au centre)

Les scènes principales trouvées dans l'art au Moyen Âge sont,, : 

### Séquence de la naissance et de l'enfance
Ces scènes pourraient également faire partie de cycles de la Vie de la Vierge :
- Annonciation à Marie, représentant la conception de Jésus[réf. souhaitée]
- Nativité de Jésus dans l'art
- Adoration des Mages (Trois Rois), parfois combinée à l'Adoration des Bergers
- Circoncision du Christ
- Présentation de Jésus[réf. souhaitée]
- Fuite en Égypte, ou le Massacre des Innocents[réf. souhaitée]. Plus tard[Quand ?] parfois le Repos pendant la fuite en Égypte[réf. souhaitée].
- Jésus parmi les docteurs, le dernier épisode de l'enfance de Jésus dans les évangiles canoniques.

### Période de la mission
- Baptême de Jésus

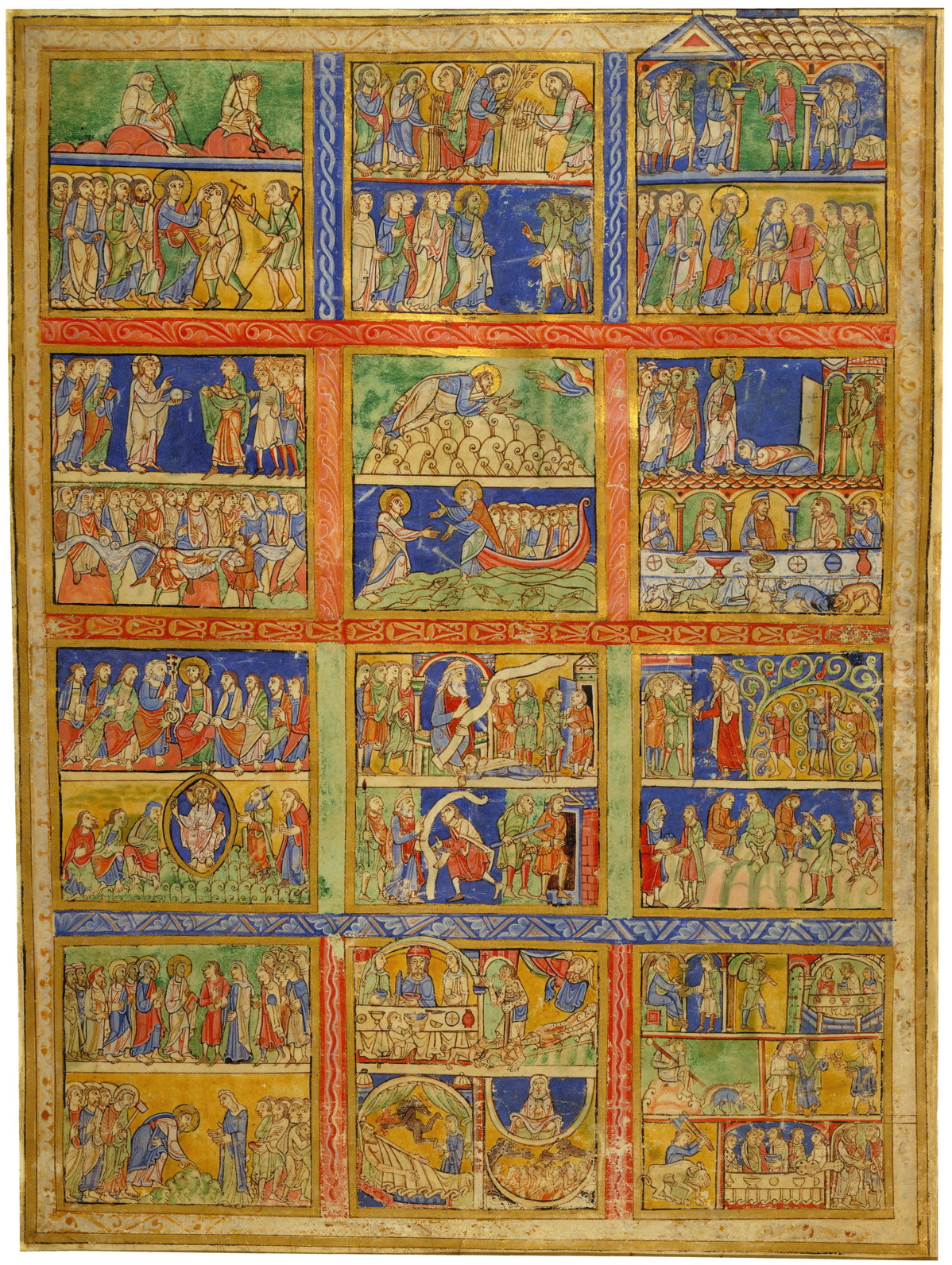
Psautier d'Eadwine ; paraboles de Jésus. Le dernier carré a l'histoire du Fils Prodigue en 8 scènes, l'avant-dernière étant la Parabole du riche et de Lazare, en quatre.

- Pêche miraculeuse, le plus souvent trouvée dans les Vies des apôtres.
- Tentation du Christ, souvent divisée en ses trois parties.
- Noces de Cana, le premier miracle rapporté dans les évangiles, et le seul auquel Marie était présente.
- Photine la Samaritaine est représentée occasionnellement
- Transfiguration de Jésus, plus courante dans l'église Orientale que l'église Occidentale
- Résurrection de Lazare
- Christ chez Marthe et Marie, parfois perçu à partir de la Contre-Réforme.

### Passion du Christ

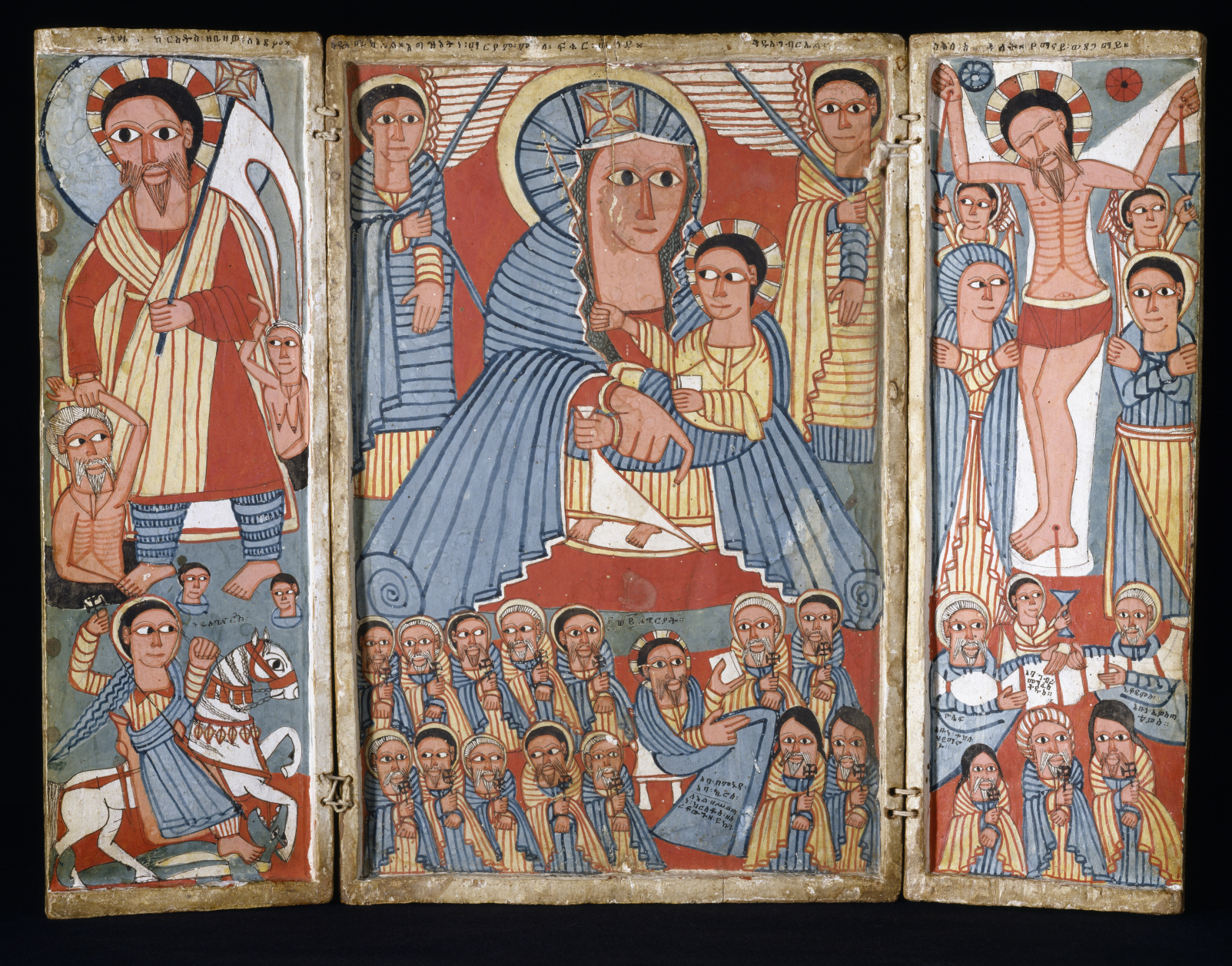
Triptyque de la vie et mort du Christ, du début de la période Gondarine en Éthiopie.

- Adieu du Christ à sa mère, un développement médiéval tardif, non basé sur un épisode évangélique quelconque.
- Dimanche des Rameaux, Entrée du Christ à Jérusalem
- Expulsion des marchands du Temple, plus populaire en tant que sujet singulier de la Renaissance
- Cène, et Lavement des pieds
- Agonie de Jésus-Christ au Jardin des Oliviers de Gethsémani
- Baiser de Judas et Arrestation de Jésus
- Reniement de Pierre - si inclus, généralement la seule scène de la Passion ne devant pas inclure le Christ
- Procès de Jésus
- Le Christ devant Pilate
- Flagellation du Christ
- Le Couronnement d'épines
- Moquerie de Jésus
- Christ de pitié
- Ecce homo
- Christ portant la Croix
- Voile de Véronique (Sainte Face)
- Représentation de la Crucifixion
- Descente de croix (Déposition du Christ)
- Déploration du Christ et Pietà
- Épitaphios, ou "Onction du Christ"
- Mise au tombeau
- Descente aux Enfers, non dans les évangiles
- Homme de douleurs

### De la Résurrection à l'Ascension
- Résurrection de Jésus, qui n'était pas directement représentée au 1er millénaire. Au lieu des Trois Maries ou des Myrophores trouvant un tombeau vide était montré, ou les trois scènes suivantes.
- Noli me tangere
- Rencontre ou Dîner à Emmaüs
- Thomas l'incrédule
- Ascension de Jésus dans l'art chrétien

## Ensemble Byzantin de 12 scènes
Dans l'art Byzantin un groupe fixé de douze scènes était souvent représenté en tant qu'ensemble. Ceux-là étaient souvent décris comment les "Douze Grandes Fêtes", bien que trois d'entre elles sont différentes des Douze Grandes fêtes dans l'église orthodoxe orientale. Aucun groupe n'inclut Pâques/la Résurrection, qui ont un statut unique avantageux. Le groupe dans l'art sont : Annonciation, Nativité, Présentation, Baptême, Résurrection de Lazare, Transfiguration, Entrée à Jérusalem, Crucifixion de Jésus, Descente aux Enfers, Ascension, Pentecôte, Dormition (Mort de la Vierge).

## Choix des scènes
Après la période du Christianisme Primitif, la sélection des scènes dans le but d'illustrer était mené par les occasions célébrées comme les Fêtes de l'église, et celles-ci étaient mentionnées dans le Symbole de Nicée, qui ont tous deux été mis en avant par les écrivains dévots sur les œuvres desquels de nombreuses fresques semblent être basées. De celles-ci, la Vita Christi ("Vie du Christ") par Ludolphe le Chartreux et les Méditations sur la Vie du Christ étaient deux des plus populaires à partir du 14e siècle. Une autre influence, spécialement dans ses plus petites églises, était drame liturgique, et aucun doute également ces scènes qui se prêtaient à une image facilement reconnaissable étaient préférables. Des pratiques pieuses telles que le Chemin de croix influençait aussi la sélection.[réf. souhaitée]
Les miracles du Christ n'ont obtenu de bons résultats sur aucun de ces points. Dans l'art Byzantin les noms écrits ou les titres étaient couramment incluent au sein du contexte des scènes dans l'art ; c'était beaucoup moins souvent fait dans l'Ouest médiéval, probablement pas moins puisque quelques laïcs auraient été capables de les lire et de comprendre le Latin.[réf. souhaitée]

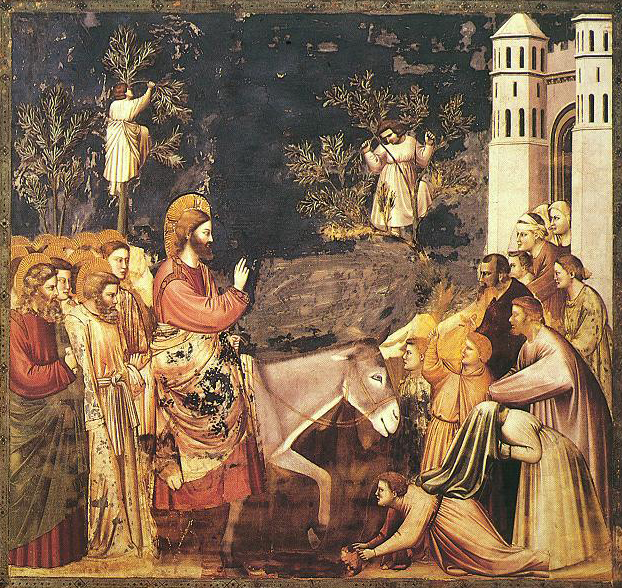
Entrée à Jérusalem de la grande fresque au sein de la Chapelle des Scrovegni par Giotto, 1266

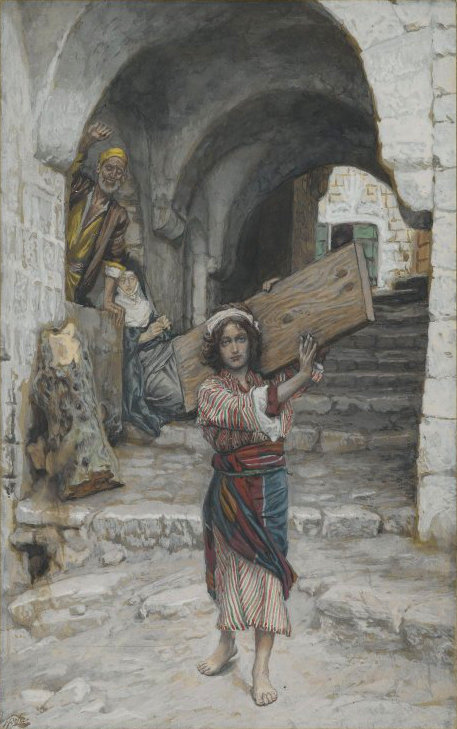
Scène atypique d'une grande fresque du par James Tissot

Les difficultés que cela pouvait engendrer sont représentées dans les 12 petites scènes narratives de l'Évangile de Luc dans les Évangiles de Saint Augustin du VIe siècle ; environ un siècle après que le livre fût créé des légendes ont été ajoutées à ces images par un moine, ce qui peut déjà mal identifier une scène. C'était à cette époque que les scènes miraculeuses, qui ont souvent été célèbres dans l'Art paléochrétien, devenaient de plus en plus rares dans l'art de l'église Occidentale[réf. souhaitée].
Cependant, certains miracles généralement employés en tant que paradigmes pour les doctrines Chrétiennes[précision nécessaire] continuaient d'être représentés, spécialement les Noces de Cana et la Résurrection de Lazare, qui étaient tous deux facilement reconnaissables en tant qu'images, avec Lazare normalement représenté enveloppé fermement dans un linceul blanc, mais debout. Les peintures dans les hôpitaux étaient plus susceptibles de représenter des scènes de guérisons miraculeuses.[à vérifier] Une exception étant la Basilique Saint-Marc de Venise, où une fresque du 12e siècle de mosaïques avait généralement 29 scènes des miracles (désormais 27), probablement dérivée d'un Évangéliaire Grec.
Les scènes proviennent des évangiles apocryphes qui demeurent une particularité de la description de  la Vie de la Vierge ont quelques équivalents dans la Vie du Christ, bien que certains détails mineurs, comme les garçons grimpant aux arbres dans l'Entrée à Jérusalem, sont tolérés. La Descente aux Enfers n'était pas un épisode vu ou mentionné par aucun des quatre évangélistes mais fût approuvé par l'église, et la Déploration du Christ bien que non spécifiquement décrite dans les évangiles, pensait que cela était sous-entendu par les récits des épisodes avant et après. L'art vernaculaire était moins surveillé par le clergé, et les œuvres telles que certains carreaux médiévaux de Tring peuvent représenter des légendes apocryphes saugrenues qui ne sont presque jamais apparues dans l'art de l'église, ou furent détruites à une date ultérieure quelconque.
Par la période gothique la sélection des scènes était à son niveau le plus standardisé. La célèbre étude d'Émile Mâle sur l'art des cathédrales françaises du 13e siècle analyse de nombreuses fresques, et traite du manque d'intensité sur la "vie publique [qui] est écartée dans quatre scènes, le Baptême, les Noces de Cana, la Tentation et la Transfiguration, qu'il est d'ailleurs rare de trouver toutes ensemble"[réf. nécessaire].

### Fresques

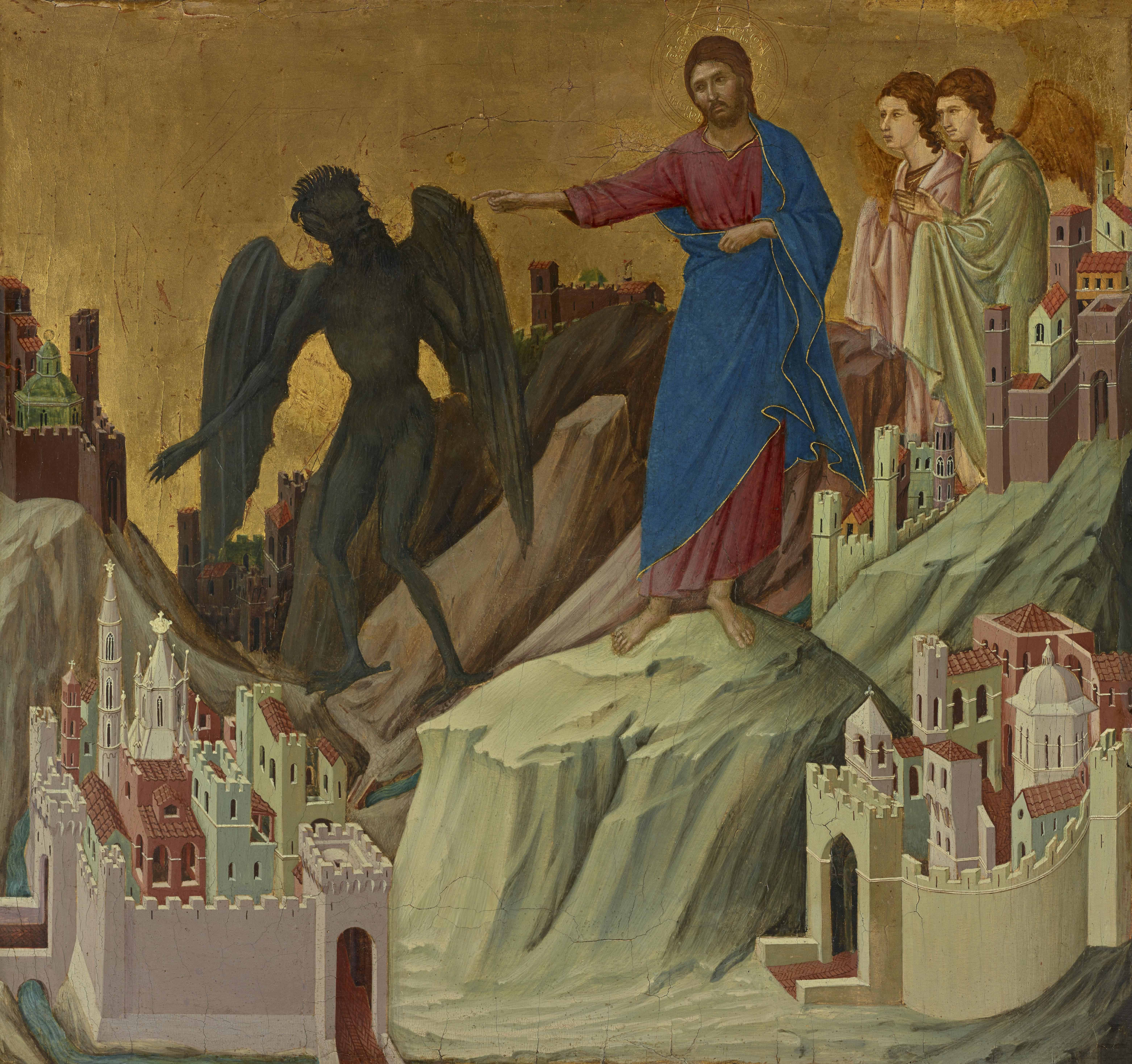
La Tentation sur la montagne de Duccio de sa Maestà (1308-1311)

L'Art paléochrétien contient un nombre de scènes narratives rassemblées sur sarcophages et en peintures dans les catacombes de Rome. Les miracles sont souvent représentés, mais la Crucifixion est absente à partir du 5e siècle, lorsqu'il naît en Palestine, bientôt suivie par la Nativité, c'est à peu près la forme que l'on voit encore dans les icônes orthodoxes aujourd'hui[réf. nécessaire]. L'Adoration des Mages et le Baptême sont tous deux révélés antérieurement, mais le choix des scènes est vraiment variable.
Les seules[réf. souhaitée] fresques monumentales de l'Antiquité tardive à avoir survécu sont en mosaïque : la basilique Sainte-Marie-Majeure à Rome a une fresque de 432-430 sur la naissance et l'enfance du Christ assemblée avec d'autres scènes de la Vie de la Vierge, l'inauguration de l'église. La basilique Saint-Apollinaire-le-Neuf à Ravenne a des fresques sur des murs opposés des œuvres et la Passion du Christ du début du 6e siècle. La Passion est remarquable pour ne toujours pas contenir, parmi ses treize scènes, une Crucifixion, et les œuvres contiennent huit miracles dans ses treize scènes. Aucune de ces particularités devait être typique de l'art tardif, mais elles sont comparables aux traits de fresques en plus petits objets de la période comme des cercueils sculptés et un pendentif doré de la fin du 6e siècle.

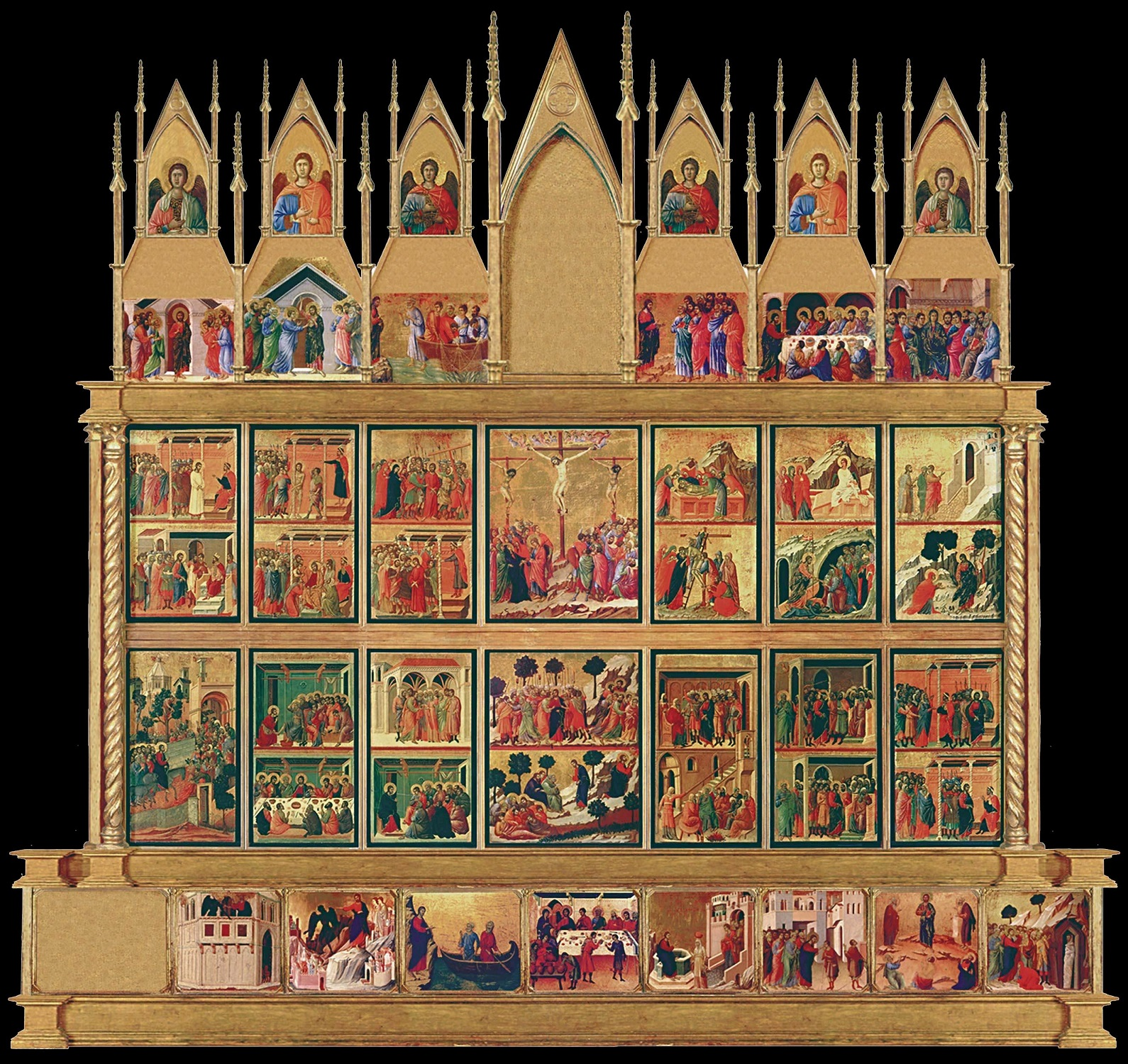
L'arrière de La Maestà de Duccio. La section centrale présente la séquence de la Passion, commençant par l'entrée à Jérusalem (en bas à gauche) et finissant par Noli me tangere, en haut à droite, rangée. Ci-dessous les œuvres, ci-dessus les scènes post-Résurrection. Les scènes de la naissance et de l'enfance sont sur le devant dans le cadre de la Vie de la Vierge.

Pour le reste de la période du début du Moyen Âge les enluminures contiennent les seules[réf. souhaitée] scènes peintes à avoir survécu en quantité, bien que de nombreuses scènes ont survécu des arts appliqués, spécialement les ivoires, et certaines en bronze. La période des œuvres du Christ semble encore relativement importante comparé au Moyen Âge central.
Bien qu'il s'agisse de la période où l'Évangéliaire était le principal type de manuscrit à recevoir une enluminure somptueuse lors de cette période, l'accent était mis sur la représentation des portraits des évangélistes. Où il y avait des fresques d'illustrations dans des manuscrits enluminés, elles étaient normalement rassemblées ensemble au début de l'ouvrage, ou des évangiles, plutôt qu'apparaître complètement dans le texte aux endroits pertinents, quelque chose à peine trouvé dans les manuscrits occidentaux, et qui prend du temps à se développer dans les bibles imprimées. En Orient c'était plus courant ; les évangiles byzantins de Sinope du VIe siècle ont une miniature sans cadre au bas de chaque page et cette manière d'illustrer les évangiles continuait d'être réalisée dans les livres d'Évangile grecs tardifs, forçant l'artiste à consacrer plus d'images aux œuvres. Les scènes miraculeuses étaient davantage révélées dans les fresques de la vie de Saint Pierre et d'autres apôtres, des sarcophages de l'Antiquité tardive aux Cartons de Raphaël.
En peinture, la Vie était souvent représentée sur la façade d'une église, couplée avec les scènes de l'Ancien Testament sur l'autre, le dernier généralement choisi pour pré-figurer la scène du Nouveau Testament selon la théorie de la typologie. De tels projets étaient par la suite appelés La Bible du pauvre (et sous forme de livre la Biblia pauperum) par des historiens de l'art, et étaient vraiment courants, même si la plupart ont maintenant disparu. Après le vitrail devint important dans l'art gothique, ce moyen était également utilisé, généralement avec un petit médaillon pour chaque scène, exigeant une composition vraiment compressée. Les fresques sur les murs de la Chapelle Sixtine représentant les Vies du Christ et de Moïse sont une variante insolite.
À partir du XVe siècle, les gravures présentaient les premières scènes, puis les cycles entiers, qui était l'un des sujets les plus courants pour les Incunables xylographiques. Albrecht Dürer réalisa un total de trois fresques imprimées de la Passion du Christ : grandes et petites (36 scènes en 1510) fresques en xylographie, et une en gravure (16 scènes, 1507-1512). Elles furent distribuées dans toute l'Europe, et souvent utilisées comme modèles par les peintres moins ambitieux. Les Scènes de la Passion du Christ de Hans Memling, ainsi que Avènement et Triomphe du Christ sont des exemples d'un grand nombre de scènes, dans ce cas, plus de vingt, représenté en une image de vue à vol d'oiseau de Jérusalem ; une autre est ici illustrée.
Dans les zones protestantes, la production des peintures de la Vie s'est arrêtée très vite après la Réformation, mais les estampes et illustrations de livres étaient acceptables, aussi libre du soupçon d'idolâtrie. Néanmoins, il y avait étonnamment quelques fresques de la Vie. Lucas Cranach l'Ancien constitua une célèbre propagande réunissant Passion of Christ and Antichrist (1521), où 13 paires assorties de gravures sur bois se démarquaient d'une scène de la Vie avec une scène anti-Catholique. Mais d'autres scènes de l'Ancien Testament et des paraboles étaient souvent perçues.

### Paraboles

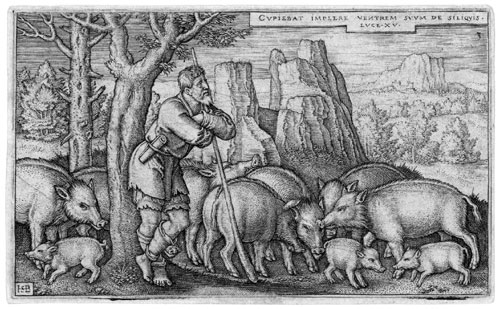
Gravure de Hans Sebald Beham de la parabole du Fils prodigue avec ses cochons, 1536

Sur la trentaine de paraboles de Jésus dans les Évangiles canoniques, quatre étaient représentées dans l'art médiéval, presque à l'exclusion des autres, mais normalement non mêlées aux scènes narratives de la Vie, bien que la page du Psautier d'Eadwine (Canterbury, milieu du XIIe siècle) illustrée ici constitue une exception à cette règle. Celles-ci étaient : la Parabole des vierges sages, la Parabole du riche et de Lazare, le Fils prodigue, et le Bon Samaritain. Les Ouvriers de la onzième heure figurent aussi dans les œuvres du Haut Moyen Âge.
À partir de la Renaissance, les chiffres indiqués se sont légèrement élargis, et les trois scènes principales du Fils Prodigue - la grande vie, élevant les cochons, et le retour - devinrent les favoris clairs. Albrecht Dürer réalisa une gravure du Fils Prodigue au milieu des cochons (1496), un sujet populaire dans la Renaissance nordique, et Rembrandt représenta l'histoire de nombreuses fois, bien qu'au moins une de ses œuvres, Le Fils prodigue à la taverne, un portrait de lui-même "comme" le Fils, se réjouissant avec sa femme, est comme de nombreuses représentations d'artistes, une façon d'honorer un genre joyeuse compagnie (merry company, en anglais) ou une scène de tavern. Son dernier Return of the Prodigal Son (1662, Musée de l'Ermitage, Saint-Pétersbourg) est l'une de ses œuvres les plus célèbres.

## Fresques personnelles avec articles
- Évangéliaire de saint Augustin, Italien, environ 600, désormais seul un quart survit, plusieurs miracles.
- Castelseprio
- Codex Aureus d'Echternach, évangéliaire ottonien du 11e siècle, avec 60 scènes, comportant de nombreuses paraboles
- Psautier de Saint-Alban, fresque de 40 images, principalement en pleine page. L'histoire de la Nativité a 7 scènes, et de l'Annonciation au Retour en Égypte, on en compte 13.
- Psautier d'Eadwine, manuscrit Anglais du milieu du 12e siècle, la fresque préliminaire est dispersée
- Chapelle des Scrovegni par Giotto, un grand combiné de la Vie du Christ et de la Vierge en fresque avec presque quarante scènes narratives.
- Life of Christ (Giotto), une série de petites vignettes de peinture attribuée à Giotto
- La Maestà (Duccio), grand combiné de la Vie du Christ et de la Vierge avec presque cinquante scènes au total, sur les deux côtés d'un retable.
- Retable de Vyšší Brod, 9 cases, Gothique Bohémien
- Murs de la Chapelle Sixtine, par une équipe de maîtres, comportant Sandro Botticelli et Le Pérugin
- Cartons de Raphaël, motifs de tapisserie pour la Chapelle Sixtine, une fresque des vies des saints Pierre et Paul, avec certaines scènes de la Vie du Christ (voir aussi la Chapelle Brancacci par Masaccio)

## Voir également
- Jésus-Christ dans l'art